# 猫魔温泉
猫魔温泉（ねこまおんせん）は福島県耶麻郡北塩原村にある温泉である。裏磐梯温泉郷に属する。湯平山源泉と弥六沼温泉の2つ源泉がある。湯平山温泉はこの地域で唯一自噴する源泉である。

## 概要
起源は不明だが、「裏磐梯高原ホテル」がオープンした1958年ごろに掘削されたと思われる。1990年に至近に「裏磐梯猫魔ホテル」(現在の「裏磐梯レイクリゾート 五色の森」)がオープンした際にリゾート化が進んだ。2015年にはレイクリゾートに別館「迎賓館　猫魔離宮」がオープンした。
湯平山源泉はレイクリゾート2施設、弥六沼温泉は高原ホテルで使用されている。また湧水も豊か。
周辺には土産物屋も多いが、ほとんどのスペースは駐車場である。

## 立地
五色沼遊歩道の出口付近に位置し、温泉街の裏にも沼が多い。そのため観光拠点としての利用も多いようである。またその遊歩道をつうじて五色沼温泉とも交流がある。
また桧原湖の桟橋が近く、冬期を除いて遊覧船に乗車可能で、紅葉などの観光の拠点にもなっている。
一方冬期は裏磐梯スキー場やネコママウンテンをはじめとしたスキー場が周辺に多い。
また付近にある「猫魔八方台」は磐梯山および猫魔ヶ岳の登山口としてメジャーであり、登山の拠点としても利用される。

## 効能
神経痛、五十肩、切り傷、婦人病など。「湯平山温泉」はメタ珪酸の含有量が多く、天然の化粧水とも呼ばれる美人の湯である。

## アクセス
- 喜多方駅または猪苗代駅から会津乗合自動車で「裏磐梯レイクリゾート」下車。
- 猪苗代磐梯高原インターチェンジから43分。